# رباط زعفراني (سيمينة رود)
رباط زعفراني (بالفارسية: رباط زعفرانی) هي قرية تقع في إيران في قسم سیمینة رود الريفي. يقدر عدد سكانها بـ 1,004 نسمة .